# Миллер, Коко
Коллин Мэри «Коко» Миллер (англ. Colleen Mary "Coco" Miller; род. 6 сентября 1978 года, Рочестер, Миннесота) — американская профессиональная баскетболистка, выступавшая в Женской национальной баскетбольной ассоциации. Она была выбрана на драфте ВНБА 2001 года в первом раунде под девятым номером клубом «Вашингтон Мистикс». Играла на позиции разыгрывающего защитника.

## Ранние годы
Коко Миллер родилась 6 сентября 1978 года в городе Рочестер (Миннесота), у неё есть сестра-близнец, Келли, также выступавшая в женской НБА, училась она там же в средней школе Мейо, в которой играла за местную баскетбольную команду.